# Po Leung Kuk
Po Leung Kuk is een liefdadigheidsorganisatie in Hongkong die weeskinderen opvangt, les geeft aan kinderen en andere kinderengerelateerd werk verricht.
De organisatie werd in 1879 gesticht om bevrijde slachtoffers van ontvoering op te vangen. In die tijd kwam ontvoering van kinderen en jonge vrouwen vaak voor. Ze werden verkocht aan kinderloze echtparen, aan rijke families om als bediende te dienen of aan pooiers/madams. De bevrijde slachtoffers werden opgevangen in tehuizen en onderwezen. In dezelfde eeuw werden ook afdelingen in Penang en Singapore gesticht voor de lokale overzeese Chinezen.
Tegenwoordig beheert Po Leung Kuk ongeveer tweehonderd lokale dochterorganisaties verspreid over Hongkong. Het hoofdkantoor is gevestigd aan de Leighton Road numero 66 in Hongkong. In het gebouw van het hoofdkantoor is ook het Po Leung Kukmuseum gevestigd.